# Madball

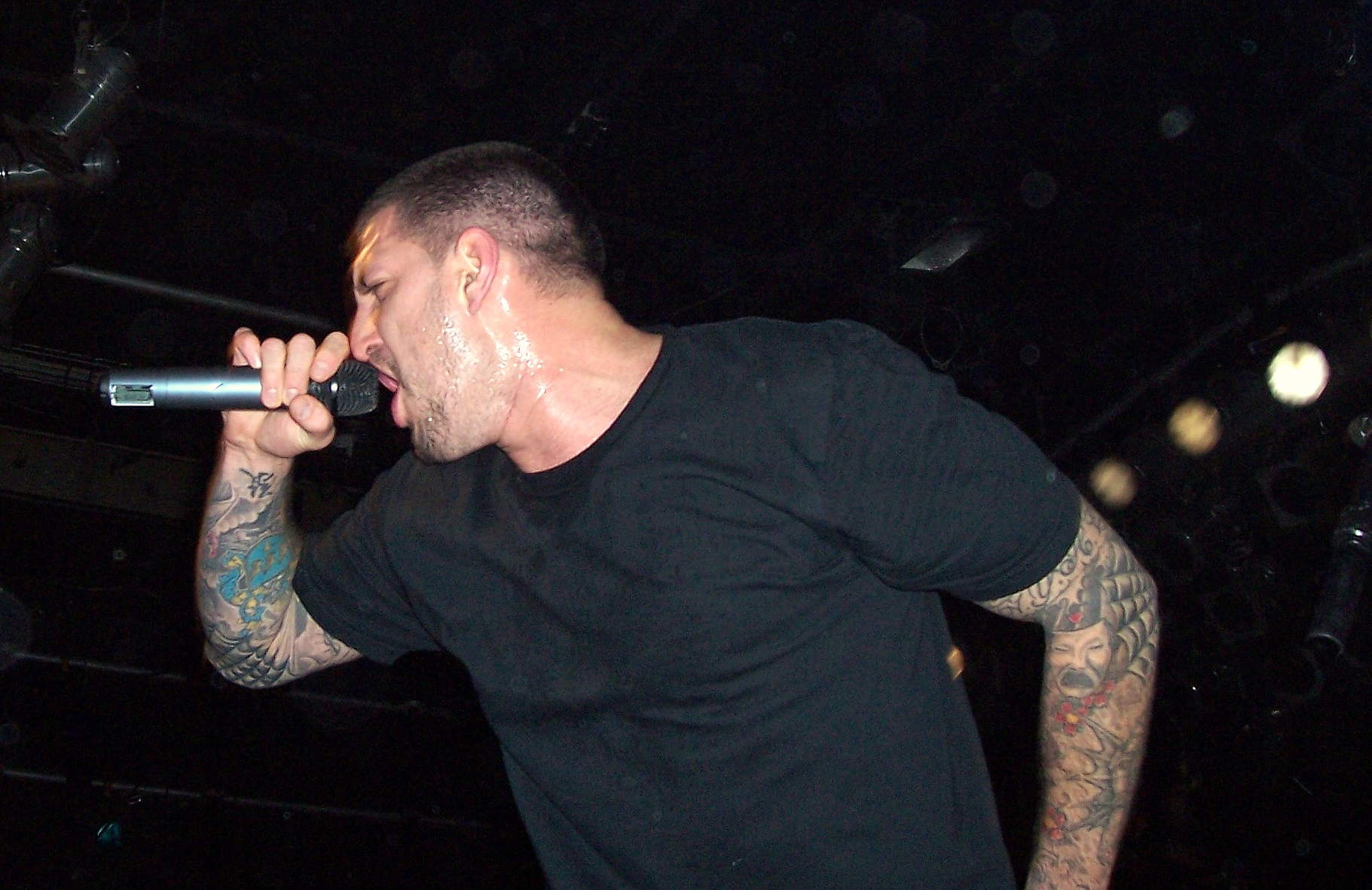
Freddy Cricien podczas koncertu Madball w Berlinie 17 grudnia 2004.

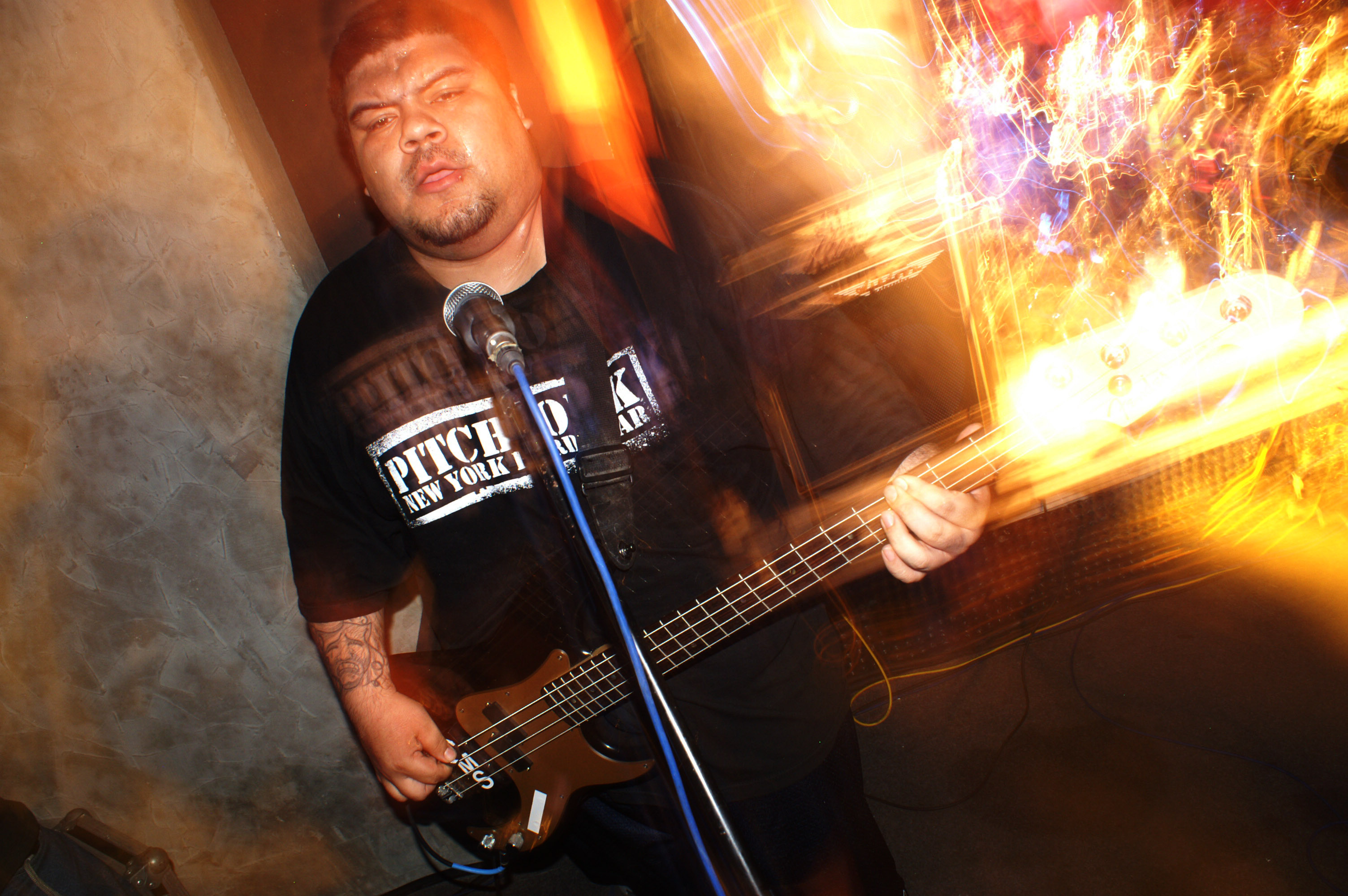
Jorge "Hoya Roc" Guerra na koncercie w Bielsku-Białej, 2006

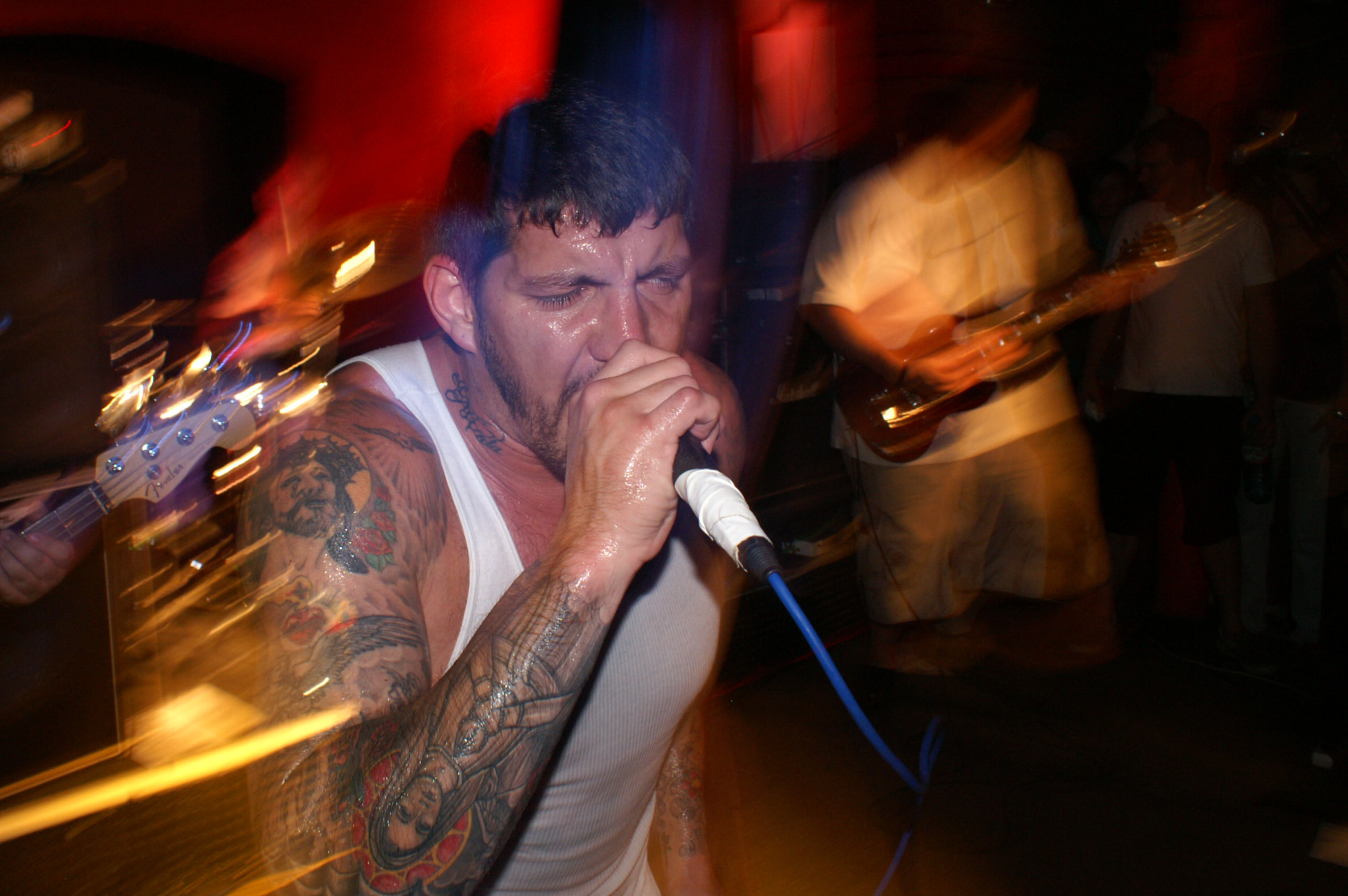
Cricien na koncercie w Bielsku-Białej, 2006

Madball – amerykańska grupa muzyczna wykonująca hardcore założona w 1988. Grupa pochodzi z miasta Nowy Jork w stanie Nowy Jork i jest jednym z czołowych reprezentantów tzw. stylu NYHC (New York Hard Core).

## Historia
Wokalista zespołu Freddy Cricien jest przyrodnim bratem Rogera Mireta z legendarnego zespołu hardcore - Agnostic Front (niekiedy Madball bywa określany jako spadkobiercy Agnostic Front). Jako młody chłopak po raz pierwszy został wprowadzony na scenę podczas koncertu przez starszego brata, który podał mu do ręki mikrofon. 
Początkowo Madball był niejako projektem pobocznym dla Agnostic Front, wykonując na koncertach mniej znane utwory tej grupy. W 1989 Madball wydał minialbum Ball Of Destruction z własnymi utworami. Ze składu odszedł basista Roger Miret, a jego miejsca zajął na stałe Hoya Roc. W 1992 wydano kolejne EP pt. Droppin’ Many Suckers. W 1994 Madball podpisał kontrakt z wytwórnią Roadrunner Records. Jej nakładem wydał trzy albumy: Set It Off (1994), Demonstrating My Style (1996) i Look My Way (1998), a 2000 opuścił tę wytwórnię. W tym samym roku nakładem wytwórni Epitaph Records ukazała się płyta Hold It Down. Po kilku latach przerwy (w tym czasie Cricien był osadzony przez pewien czas więzieniu) w 2004 wydano EP pt. N.Y.H.C..
Wraz z zespołami Agnostic Front, Vietnom, Bulldoze, Resistance i H2O, Madball tworzy część tzw. DMS Crew (Demonstrating My Style). Cricien oraz Hoya są także członkami grupy Hazen Street (wspólnie z muzykami grupy H2O i Cro-Mags). Sam Cricien tworzy także indywidualnie muzykę rapową - w 2009 wydał solowy album pt. Catholic Guilt.
Do wydania płyty Set it Off zespół był kwintetem, jednak następnie odszedł ze składu gitarzysta Vinnie Stigma i w 1996 grupa działała jako kwartet.
W 2023 odejście ze składu ogłosił długoletni basista Hoya.

## Muzycy
Obecny skład
- Freddy Cricien – śpiew (od 1988)
- Mitts – gitara elektryczna (od 2002)
- Mike Justian - perkusja (w trasie) (od 2011)

Byli członkowie
- Vinnie Stigma – gitara elektryczna (do 1996)
- Matt Henderson – gitara elektryczna
- Rob Rosario – gitara elektryczna
- Roger Miret – gitara basowa
- Will Shepler – perkusja
- John Lafata – perkusja
- Darren Morgenthaler – perkusja
- Rigg Ross – perkusja
- Mackie Jayson – perkusja
- Ben Dussault – perkusja
- Jay Weinberg – perkusja
- Igor Wouters - perkusja
- Hoya Roc – gitara basowa (1993-2023)

## Dyskografia
Albumy studyjne
- Set It Off (1994)
- Demonstrating My Style (1996)
- Look My Way (1998)
- Hold It Down (2000)
- Legacy (2005)
- Infiltrate the System (2008)
- Empire (2010)
- Hardcore Lives (2014)
- For the Cause (2018)

Minialbumy EP
- Ball Of Destruction (1989), wydane ponownie wraz z 14 dodatkowymi utworami w 1996
- Droppin’ Many Suckers (1992)
- N.Y.H.C. EP (2004)
- Rebellion (2012)

Kompilacje
- The Worldwide Tribute to the Real Oi!, Lied Violence in Our Minds (Last-Resort-Cover, 2000)
- The Best of Madball (2003)

## Teledyski
- "Down By Law" (1995)[7]
- "Pride" (1996)[8]
- "Tightrope" (2003, reż. DoneRightDigital.com)[9]
- "Heavenhell" (2005)[10]
- "Infiltrate the System" (2007, reż. Kevin Custer)[11]
- "All or Nothing" (2011)[12]
- "The Beast" (2012)[13]
- "Born Strong" (2014)[14]
- "Doc Marten Stomp" (2014)[15]

## Gościnne występy
Freddy Cricien pojawił się gościnnie na wydawnictwach innych zespołów:
- Fear Factory - w utworze bonusowym "Your Mistake" na limitowanej edycji płyty Demanufacture (1995)
- H2O – w utworze "Guilty By Association" na płycie F.T.T.W. (1999)
- Agnostic Front – w utworze "So Pure To Me" na płycie Another Voice (2004)
- Terror – w utworze "Find My Way" na płycie One With The Underdogs (2004)
- Sick of It All – w utworze "Forked Tongue" na płycie Death to Tyrants (2006)
- Icepick - w utworze "Real Recognizes Real" na płycie Violent Epiphany (2006)
- H2O – w utworze "A Thin Line" na płycie Nothing To Prove (2008)